# L’Obs
L’Obs, wcześniej Le Nouvel Observateur (1964–2014) – francuski tygodnik społeczno-polityczny, wydawany od 1964 w Paryżu. Poza „L’Expressem” najczęściej kupowany tygodnik we Francji. „L’Obs” światopoglądowo związany jest z francuską socjaldemokracją. 
„L’Obs” w obecnej formie powstał w 1964. Wcześniej jego poprzednikami były tygodniki: (1950–1953), „L'Observateur d'aujourd'hui” (1953–1954), „France-observateur” (1954–1964). 
Obecnie średni nakład tygodnika wynosi 525 547 egzemplarzy, z czego około 388 000 jest rozprowadzane w prenumeracie. W maju 2022 roku we Francji tygodnik kosztował 5,30 euro.